# Koyaanisqatsi
Série Trilogie des Qatsi
Powaqqatsi
(1988)
Pour plus de détails, voir Fiche technique et Distribution.
Koyaanisqatsi est un film documentaire expérimental réalisé par Godfrey Reggio et sorti en 1982. Depuis 2000, il est classé au National Film Registry de la Bibliothèque du Congrès à Washington. La bande originale de l'œuvre composée par Phillip Glass est aujourd'hui devenue « culte » et a été reprise dans de nombreuses œuvres ultérieures.

## Présentation du film
Le film n'est pas une œuvre narrative mais documentaire. Il propose des images où l’on joue sur les échelles d’espace et de temps pour montrer au spectateur le monde où il vit sous un angle différent, et l’inviter lui-même à conclure dans le sens qu’il jugera bon. On peut considérer ce film par moments comme une description enthousiaste de la technologie, parfois au contraire comme une vive critique de celle-ci. Le réalisateur admet avoir voulu montrer ce qu’il nomme « la beauté de la bête ».
Une chose ne fait pas de doute à la vue du film : la technologie qui, il y a peu (du temps des Hopis, par exemple) n'était qu'utilitaire, est maintenant omniprésente et se développe selon sa logique propre. Une image impressionnante d’une ville vue du ciel à différentes échelles se termine par la photographie des circuits d’un microprocesseur ; l’image est claire : la population humaine, quand elle est considérée dans son ensemble, n’a guère plus de liberté d'action que les électrons dans un microprocesseur. Même si l’individu reste libre, la totalité humaine, elle, ne l’est plus – et n’est pas programmée pour l’être. La frénésie de l’activité urbaine (dans la très esthétique séquence The Grid, tournée en accéléré) alterne avec l’ennui et le vide intérieur des individus quand ils ne sont plus en train de produire (séquences passées au ralenti).

## Déroulement du film

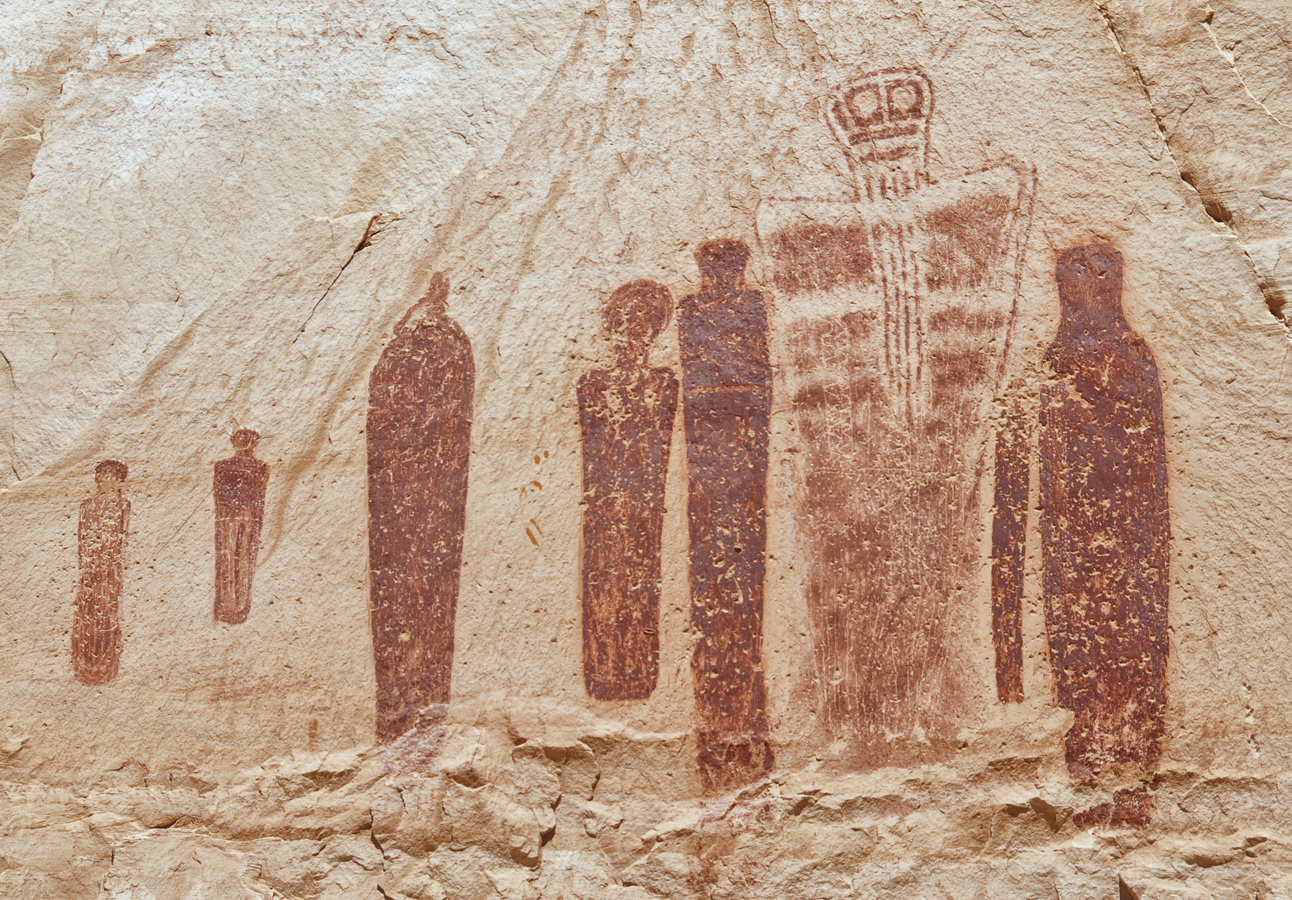
Fantôme sacré, Horseshoe Canyon.

Dans leur ouvrage L’art du film, une introduction, David Bordwell et Kristin Thompson offrent un séquencier du film que nous nous proposons de reprendre ici.
Après l’annonce du titre, qui a volontairement été choisi en vue de ne rien évoquer auprès de l’audience, Koyaanisqatsi commence sur une ouverture au noir et un travelling arrière qui révèlent peu-à-peu un pictogramme amérindien de culture Fremont, filmé dans le parc national des Canyonlands, dans l’Utah, et montré près d’une minute durant. Lui succède un plan de deux minutes sur la base d’une fusée Saturn V en train de décoller au ralenti.
Un fondu au blanc assure la transition du prologue vers la séquence suivante, « Flotter ». Celle-ci donne principalement à voir des plans d’ensemble, tournés à Monument Valley et dans le Parc national du Grand Canyon en Arizona. Le mouvement gagne en intensité alors qu’interviennent des plans de cratères crachant fumées et vapeurs. La caméra se glisse dans une caverne où on peut distinguer ce qui semble être des chauves-souris. Un fondu enchaîné permet alors d’entrer dans la séquence « Fluer », qui fait alterner des plans en time-lapse sur des nuages et des plans au ralenti sur les vagues de la mer. Des chutes, et plus loin des « cascades de nuages » qui se déversent sur des flancs de montagnes.
En amorce de la séquence « Asservir la terre » interviennent plusieurs travellings filmés depuis des avions, ou bien des hélicoptères, parfois à ras du sol. Nous voyons des champs couverts de fleurs, puis une formation rocheuse qui se reflète sur un lac. Deux brèves explosions précèdent la première apparition explicite de l’être humain : un camion enveloppé de fumée noire, après quoi sont montrés un pipeline, des pylônes électriques, la centrale thermique de Navajo, le barrage de Glen Canyon, des exploitations minières, et deux essais nucléaires.
La partie « Majesté humaine » commence sur la plage qui jouxte la centrale nucléaire de San Onofre, en Californie. Un groupe de touristes dans une installation industrielle contemple le hors-champ, après quoi apparaît un plan en contre-plongée sur un gratte-ciel. Deux avions sont
longuement filmés sur le tarmac d’un aéroport. La séquence présente ensuite des dizaines de voitures qui parcourent le réseau autoroutier américain. Elles sont remplacées par des tanks issus d’images d’archives, le porte-avions USS Enterprise sur le pont duquel est inscrite l’équation d’Einstein « E=MC2 », une bombe nucléaire, des avions de chasse qui s’envolent, et enfin de multiples explosions en rapport avec des activités militaires.

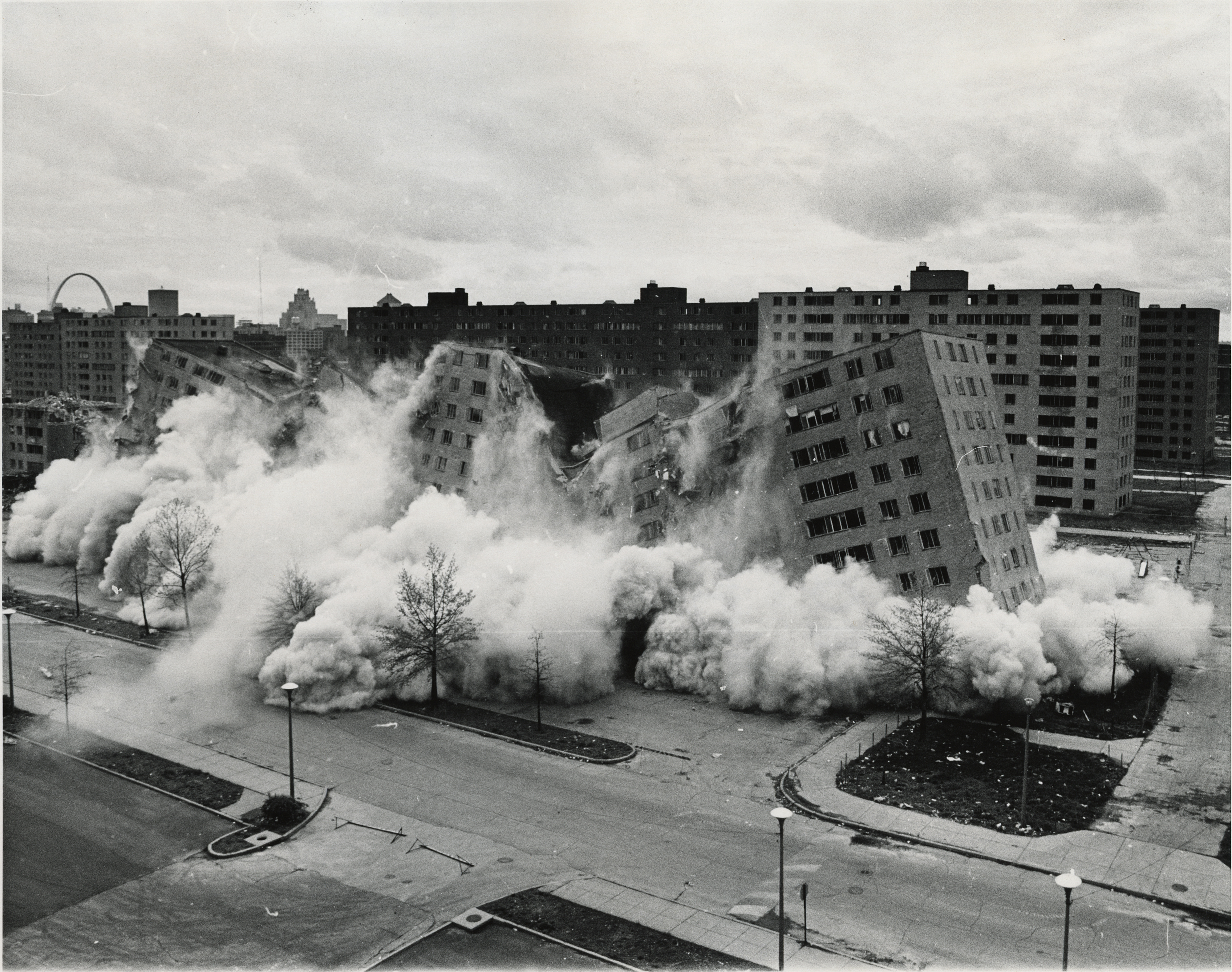
Démolition de Pruitt-Igoe

Dans la séquence « Effondrement », nous voyons d’abord des plans d’ensemble de New York, quasiment silencieux, et filmés en time-lapse. Le film passe ensuite par Wall Street et Bedford-Stuyvesant, un quartier pauvre de Brooklyn, avant de montrer le quartier d’habitat social de Pruitt-Igoe à Saint-Louis et sa démolition de 1972, ainsi que la démolition de diverses structures architecturales (ponts, grues, tours).
« Habitants » présente d’abord deux plans généraux d’une ville couverte de nuages, puis de nombreuses façades de gratte-ciels qui reflètent ces mêmes nuages. Surviennent des plans de foule et progressivement d’individus en particulier : des New-Yorkaises, un pilote d’avion de chasse, les employées d’un casino.
La séquence suivante, « la vie à grande vitesse », est avec vingt minutes la plus longue du film, mais aussi la plus rapide et la plus dense. Elle commence par des plans présentant le coucher du soleil qui se reflète sur des façades d’immeubles. La nuit est tombée, des tours de New York et de Los Angeles occupent le cadre. Un téléobjectif permet de mettre en perspective un gratte-ciel avec la lune, qui disparaît derrière celui-ci. La cadence s’intensifie avec le trafic automobile, puis le montage alterne images nocturnes et images diurnes. Il semble s’organiser autour de la question du trafic (autoroutes, avenues, intersections, métro, Grand Central Station de New York), de la production (chaînes de montage produisant voitures, téléviseurs, Twinkies), enfin de la consommation et des loisirs (centre commerciaux, fast-foods, plage, bowling, cinéma, bornes d’arcade, publicités). La séquence se conclut sur de nouvelles images nocturnes.
« Chant funèbre » alterne en premier lieu images aériennes de métropoles et microprocesseurs. Elle parcourt ensuite les villes en proposant des portraits de ses habitants : la plupart d’entre eux sont assez âgés. Les derniers plans de la bourse de Wall Street sont l’occasion des seules surimpressions du film. Enfin, Koyaanisqatsi revient à son imagerie de départ, avec un épilogue qui présente d’abord le décollage d’une fusée (Saturn V), puis son élévation, son explosion et sa chute (avec des images d’archive d’une fusée Atlas-Centaur de 1962), avant qu’on ne revienne aux figures amérindiennes de l’introduction.

## Les prophéties Hopis
Le film se base sur trois prophéties Hopis annoncées et explicitées dans le générique de fin du film. Ces prophéties permettent de mieux appréhender le film, car elles en constituent la base, le point de départ. Les voici dans la langue originale (du film), l'anglais :
1. If we dig precious things from the land, we will invite disaster.
2. Near the Day of Purification, there will be cobwebs spun back and forth in the sky.
3. A container of ashes might one day be thrown from the sky which could burn the land and boil the oceans.

et leur traduction française :
1. Si l'on extrait des choses précieuses de la terre, on invite le désastre.
2. Près du Jour de Purification, il y aura des toiles d'araignées tissées d'un bout à l'autre du ciel.
3. Un récipient de cendres pourrait un jour être lancé du ciel et il pourrait faire flamber la terre et bouillir les océans.

## Technique employée
Ce film constitue un des premiers usages de l'intervallomètre (Timelapse) dans un long métrage, cette technique ayant été auparavant surtout utilisée pour des courts-métrages, dont le célèbre interlude de la BBC London to Brighton in Four Minutes. La technique avait été reprise pour les deux séries L'Aventure des plantes de Jean-Marie Pelt.

## Fiche technique
- Réalisation : Godfrey Reggio
- Scénario : Ron Fricke, Michael Hoenig, Godfrey Reggio, Alton Walpole
- Musique : Philip Glass
- Image : Ron Fricke
- Montage : Ron Fricke, Alton Walpole
- Sociétés de production : IRE Productions et Santa Fe Institute for Regional Education
- Producteurs : Francis Ford Coppola (producteur exécutif), Godfrey Reggio (producteur), Mel Lawrence, Roger McNew, T. Michael Powers, Lawrence Taub, Alton Walpole (producteurs associés)
- Distribution : New Cinema et Island Alive (États-Unis)
- Format : Couleurs - 1,85:1 - 35mm
- Durée : 86 minutes
- Pays de production :  États-Unis
- Langue : Anglais, Hopi
- Dates de sortie :
  - États-Unis : 1982
  - France : 24 août 1983
  - Belgique : 27 octobre 1983 (Gand)

## Production

### Lieux de tournage
États-Unis
- Arizona :
  - Barrage de Glen Canyon sur le Colorado, à Page
  - Monument national du Canyon de Chelly
  - Parc national du Grand Canyon
  - Navajo Indian Reservation
- Californie :
  - Dodger Stadium (1000 Vin Scully Avenue), à Los Angeles, Chavez Ravine (en), Elysian Park
  - Aéroport international de Los Angeles (1 World Way), Los Angeles
  - Centrale nucléaire de San Onofre à San Clemente (vue depuis la plage de San Onofre State)
  - Embarcadero Freeway à San Francisco (démoli lors du séisme de 1989 de Loma Prieta)
  - Los Angeles
  - Palmdale
  - San Francisco
- Hawaii :
  - Waimea Canyon (en), dans l'île de Kaua'i
  - Parc national de Haleakalā, dans l'île de Maui
- Illinois :
  - Chicago
- Missouri :
  - Saint-Louis (quartier de Pruitt-Igoe)
- Nevada :
  - Las Vegas
- New York :
  - Grand Central Terminal à Manhattan
  - Times Square à Manhattan
- Utah :
  - parc d'État de Goosenecks (State Highway 316, Mexican Hat)
  - Parc national des Canyonlands (dont Horseshoe Canyon (en))
  - Monument Valley

## Musique
Albums de Philip Glass
Glassworks
(1982) The Photographer
(1983)
L'ouverture de The Grid se caractérise par des notes lentes et tenues jouées par des cuivres. Puis la musique évolue en vitesse et en dynamique sonore. À sa vitesse maximale, un synthétiseur joue la ligne de basse en ostinato. Pour ce choix musical, Philip Glass disait : « J'ai choisi de larges et lents clusters de cuivres […] une vision allégorique de ce qu'il y avait à l'écran […] Ce n'est pas vraiment important que des nuages sonnent comme des cuivres […] mais que le choix de cuivres soit une décision artistique convaincante ».
La musique du film devint si populaire que le Philip Glass Ensemble fit une tournée mondiale, jouant devant un écran où était projeté le film Koyaanisqatsi.
La bande originale fut publiée en 1983, après la sortie du film. Alors que la musique accompagne l'ensemble du film, la durée de la bande originale n'est que de 46 minutes et ne contient pas l'ensemble des compositions. En 1998, Glass réenregistrera l'album, intitulé Koyaanisqatsi, qui sera publié chez Nonesuch Records. Cet enregistrement contient deux pistes additionnelles et des versions plus longues que dans l'album original.
La version complète de l'enregistrement fut publiée en CD en 2009 sur le label de Glass Orange Mountain Music.
| Bande originale (1983) : Label Antilles/Island (46:25) 1. Koyaanisqatsi – 3:30 2. Vessels – 8:06 3. Cloudscape – 4:39 4. Pruit Igoe [sic] – 7:04 5. The Grid – 14:56 6. Prophecies – 8:10 Réenregistrement (1998) : Label Nonesuch Records (73:21) 1. Koyaanisqatsi – 3:28 2. Organic – 7:43 3. Cloudscape – 4:34 4. Resource – 6:39 5. Vessels – 8:05 6. Pruit Igoe [sic] – 7:53 7. The Grid – 21:23 8. Prophecies – 13:36 | Bande originale complète (2009) : Label Orange Mountain Music (76:21) 1. Koyaanisqatsi – 3:27 2. Organic – 4:57 3. Clouds – 4:38 4. Resource – 6:36 5. Vessels – 8:13 6. Pruitt Igoe – 7:51 7. Pruitt Igoe Coda – 1:17 8. Slo Mo People – 3:20 9. The Grid – Introduction – 3:24 10. The Grid – 18:06 11. Microchip – 1:47 12. Prophecies – 10:34 13. Translations & Credits – 2:11 |

Deux de ces morceaux de Philip Glass seront utilisés par la suite dans le film Watchmen : Les Gardiens et ajoutés à sa bande originale ; il s'agit de Pruit Igoe et de Prophecies. Le chanteur du morceau Koyaanisqatsi est Albert de Ruiter. La bande son du film utilise également certains morceaux des albums Tibetan Bells (en) de Nancy Hennings et Henry Wolff.
En 2015, le groupe de jazz britannique GoGo Penguin compose une bande originale alternative au film jouée en concert puis enregistrée sur l'album Ocean in a Drop paru en 2019 sur le label Blue Note Records.

## Contexte: La trilogie desQatsi
Ce film est le premier de la Trilogie des Qatsi, dont la réalisation s’étala sur trois décennies, et qui comporte les films suivants :
- Koyaanisqatsi
- Powaqqatsi
- Naqoyqatsi

## Notes

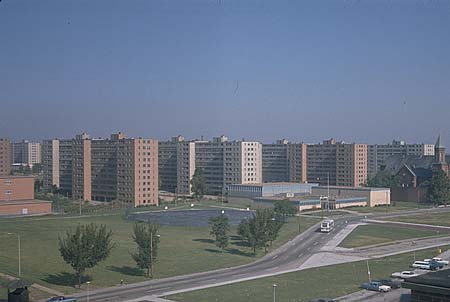
Pruitt-Igoe.

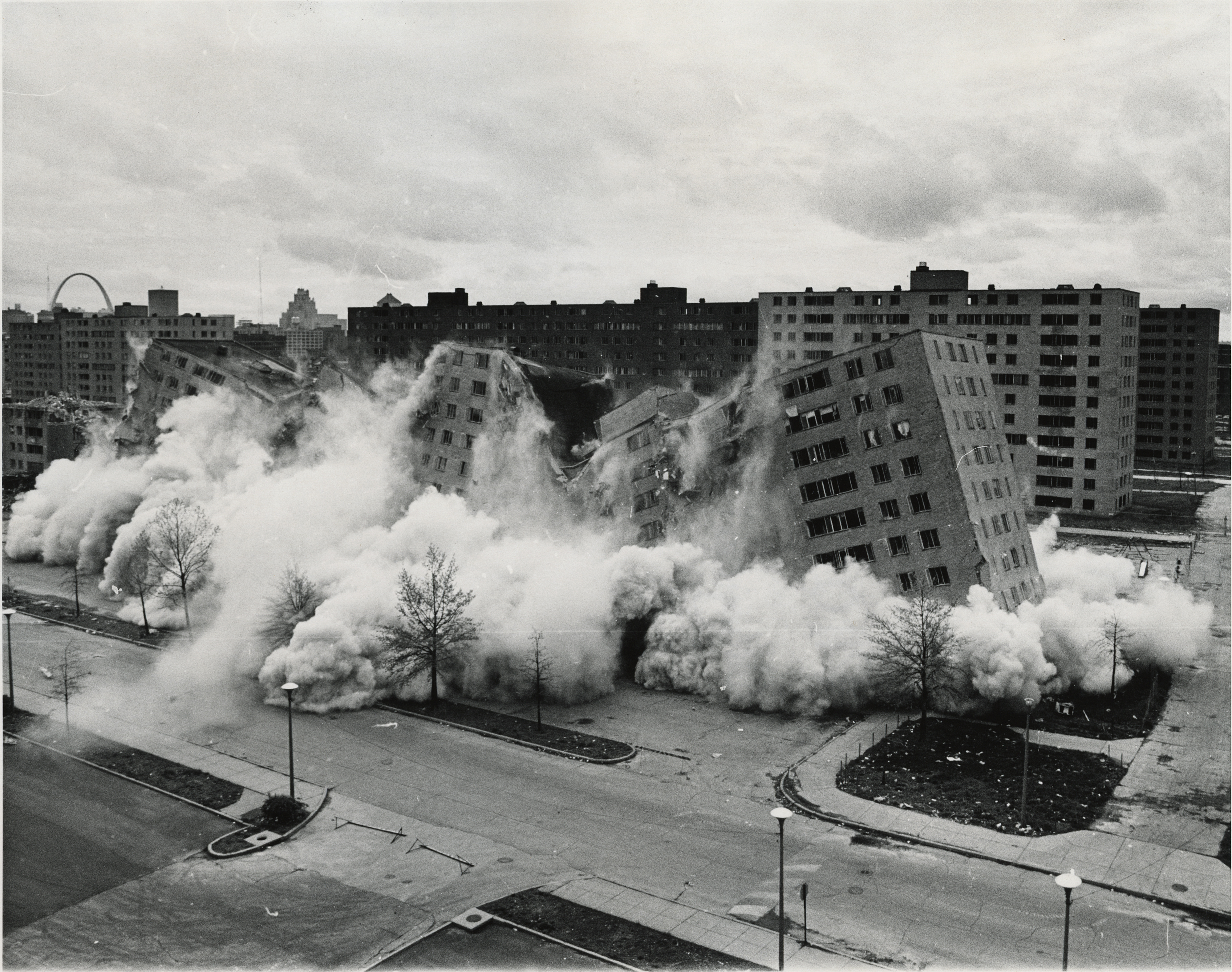
Démolition de Pruitt-Igoe en 1972.